# Ascoliasmos

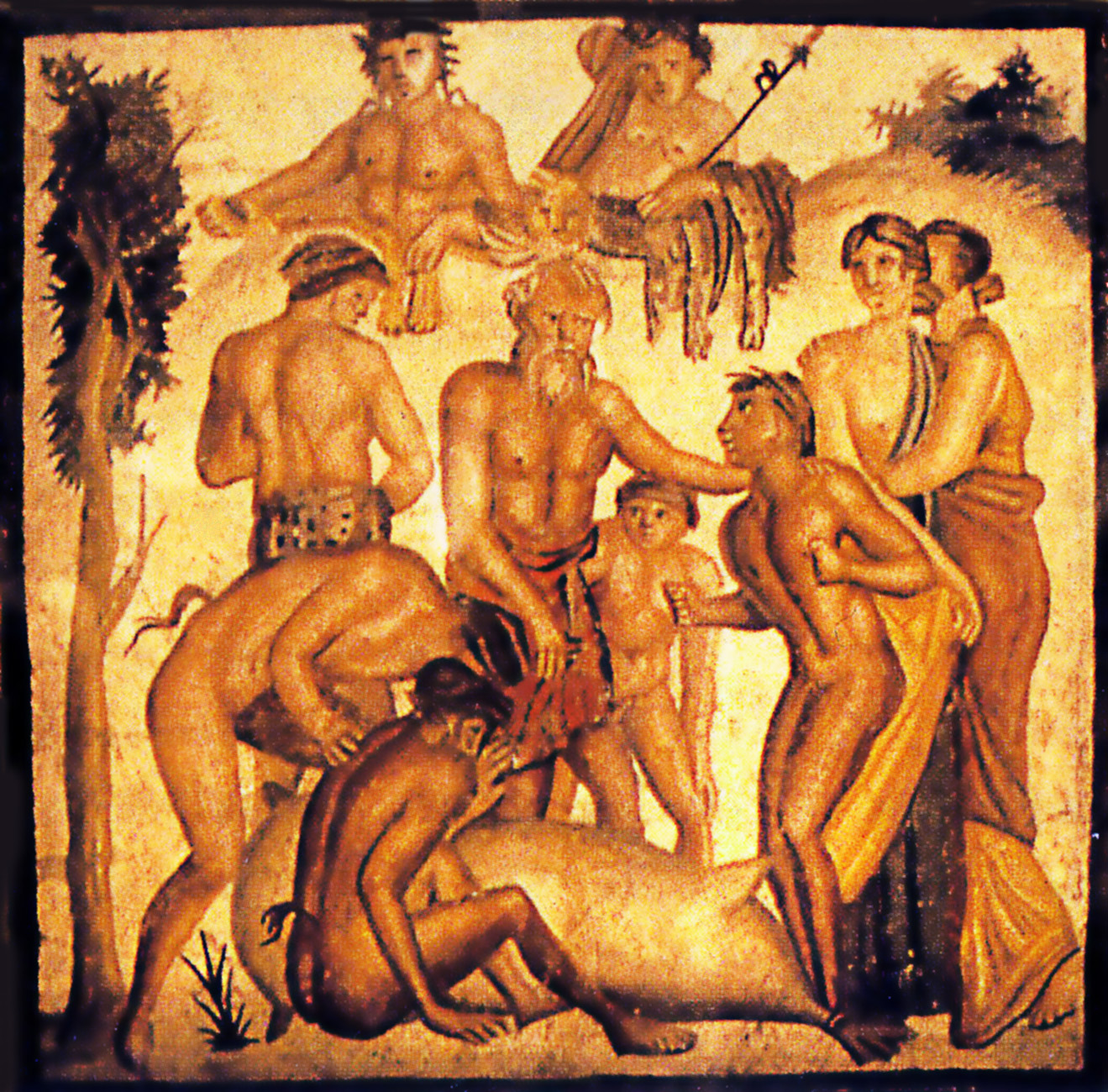
Mosaïque de sol représentant le jeu.

L’askôliasmos (ou ascolia en latin) est un jeu rituel d'origine attique pratiqué dans la Grèce antique et sur la péninsule italienne, dont le but était de rester le plus longtemps en équilibre sur une outre gonflée de vin et enduite de graisse lors des vendanges, à contenu rituel lié à la fertilité et à la croissance des végétaux et aux vendanges chez les Romains. 

« L'askôliasmo est une mise en scène des Dionysia attiques, l'outre étant la peau du bouc sacrifié au dieu. »

— Françoise Héritier-Augé.
Dans le jeu de l'ascoliasmos, l'éphèbe vainqueur recevait en prix une outre de vin.
Une mosaïque de sol trouvée à Ostie illustre ce jeu et met en scène Silène, des bacchantes et des satyres. Elle est conservée au musée de Pergame.